# 叶青 (少将)
叶青（1962年8月—），河北故城人，汉族，中国人民解放军少将，第十三届全国人民代表大会代表。

## 生平
1991年开始在中国人民解放军总参谋部办公厅秘书局任职，曾是原中央军委办公厅主任董良驹的秘书。曾任中国人民解放军山西省军区晋中军分区政委、山西省军区政治部副主任等职。2012年任中国人民解放军陆军第六十五集团军副政治委员。2017年，调任中国人民解放军海南省军区政治委员。2018年2月24日，当选为第十三届全国人大代表。2019年，因严重违纪，被免去海南省军区政委职务，责令辞去全国人大代表职务。9月3日，中央军事委员会国防动员部选举委员会召开会议，决定接受叶青辞职。